# Pleternički Mihaljevci
Pleternički Mihaljevci (1900-ig Mihaljevci, majd 1991-ig Mihaljevci Pleternički) falu Horvátországban, Pozsega-Szlavónia megyében. Közigazgatásilag Pleterniceszentmiklóshoz tartozik.

## Fekvése
Pozsegától légvonalban 15, közúton 21 km-re keletre, községközpontjától légvonalban 6, közúton 8 km-re északkeletre, a Dilj-hegység északi völgyében, a Pozsegáról Diakóvárra menő főúttól északra fekszik.

## Története
A település a középkorban is létezhetett, de a korabeli nevekkel nem lehet egyértelműen azonosítani. 1412-ben egy királyi ember nevében is fordul elő egy „Myhalouch” nevű falu, míg 1435-ben Velike várának tartozékai között sorolnak fel egy ugyanilyen nevű nevű falut. Az 1545-ös török defter említi először Mihaljevce néven.

1698-ban „Mihalyevczi” néven 10 portával szerepel a török uralom alól felszabadított szlavóniai települések összeírásában. A török alóli felszabadulás után a bécsi kamara birtoka volt. A 18. század-ban 14-18 ház állt a településen.
Az első katonai felmérés térképén „Dorf Mihalievczi” néven található. Lipszky János 1808-ban Budán kiadott repertóriumában „Mihalyevczi” néven szerepel. Nagy Lajos 1829-ben kiadott művében „Mihalyevczi” néven összesen 22 házzal, 206 katolikus vallású lakossal találjuk. A 19. században Morvaországból cseh nyelvű lakosság telepedett ide.
A településnek 1857-ben 149, 1910-ben 179 lakosa volt. 1910-ben a népszámlálás adatai szerint lakosságának 89%-a horvát, 7%-a cseh, 4%-a magyar anyanyelvű volt. Pozsega vármegye Pozsegai járásának része volt. Az első világháború után 1918-ban az új szerb-horvát-szlovén állam, majd később (1929-ben) Jugoszlávia része lett. 1991-ben teljes lakossága horvát nemzetiségű volt. A településnek 2011-ben 15 lakosa volt, akik főként a mezőgazdaságból éltek.

## Lakossága
| Lakosság változása | Lakosság változása | Lakosság változása | Lakosság változása | Lakosság változása | Lakosság változása | Lakosság változása | Lakosság változása | Lakosság változása | Lakosság változása | Lakosság változása | Lakosság változása | Lakosság változása | Lakosság változása | Lakosság változása | Lakosság változása |
| ------------------ | ------------------ | ------------------ | ------------------ | ------------------ | ------------------ | ------------------ | ------------------ | ------------------ | ------------------ | ------------------ | ------------------ | ------------------ | ------------------ | ------------------ | ------------------ |
| 1857               | 1869               | 1880               | 1890               | 1900               | 1910               | 1921               | 1931               | 1948               | 1953               | 1961               | 1971               | 1981               | 1991               | 2001               | 2011               |
| 149                | 119                | 111                | 136                | 143                | 179                | 182                | 184                | 170                | 173                | 156                | 87                 | 62                 | 31                 | 26                 | 15                 |